# 보나파르트가
프랑스 황가(maison impériale de France)는 프랑스 황실 가문과 그 방계 가문을 뜻한다. 프랑스 황가는 이탈리아에 기원을 둔 코르시카 귀족 가문인 보나파르트가(famille Bonaparte)가 선발됐다. 보나파르트 가문은 앙시앵 레짐 시기 프랑스에서 귀족으로 인정받았으며, 이후 1804년 5월 18일 나폴레옹 보나파르트가 프랑스의 제위에 오르며 황실 가문이 되었다. 보나파르트 가문원 중 세 명이 프랑스를 다스렸다. 
- 가문 설립자, 나폴레옹 1세. 1804년부터 1814년까지, 이후 1815년.
- 명목상으로, 나폴레옹 1세의 아들 나폴레옹 2세. 1815년,
- 나폴레옹 1세의 조카, 나폴레옹 3세. 1852년부터 1870년까지. (1848년부터 1852년까지는 루이나폴레옹 보나파르트라는 이름으로 프랑스 공화국 초대 대통령을 지냈음)

보나파르트 가문은 또한 제1제정 시기 동안 나폴레옹 1세의 족벌 정치 구조하에 여타 유럽 국가들을 다스리기도 했다.
- 이탈리아 왕국 (나폴레옹 1세, 1805년 - 1814년) ;
- 나폴리 왕국 (조제프 보나파르트, 1806년 - 1808년) ;
- 스페인 왕국 (조제프 보나파르트, 1808년 - 1813년) ;
- 홀란트 왕국 (루이 보나파르트, 1806년 - 1810년, 루이 2세, 1810년) ;
- 루카 피옴비노 공국 (엘리자 보나파르트, 1805년 - 1814년) ;
- 토스카나 대공국 (엘리자 보나파르트, 1809년 - 1814년) ;
- 베스트팔렌 왕국 (제롬 보나파르트, 1807년 - 1813년).

## 군주 목록
- 샤를 보나파르트 (1746-1785) 
  -  나폴레옹 1세 (1769-1821)
    -   나폴레옹 2세 (1811-1832)

  - 루이 보나파르트 (1778-1846) 
    -   나폴레옹 3세 (1808-1873)
      -  루이 나폴레옹 보나파르트, 황태자, "나폴레옹 4세" (1856-1879)

  -  제롬 보나파르트 (1784-1860) 
    -  나폴레옹제롬 보나파르트 (1822-1891) (상속권 박탈)
      -   빅토르 나폴레옹'''빅토르 나폴레옹''',  "나폴레옹 5세" (1862-1926)
        -   루이 나폴레옹,  "나폴레옹 6세" (1914-1997)
          - 샤를 보나파르트 (1950) (상속권 박탈) 
            -   장크리스토프 나폴레옹, "나폴레옹 7세" (1986)

          -  (1)  제롬 나폴레옹 (1957)

### 프랑스의 황제
- 나폴레옹 1세(보나파르트 왕가, 재위 1804 - 1814,1815)
- 나폴레옹 2세(보나파르트 왕가,나폴레옹 1세 아들, 재위 1815)
- 나폴레옹 3세(보나파르트 왕가,나폴레옹 1세 조카, 재위 1852 - 1870)

### 네덜란드의 왕
- 루이 1세 (1806-1810)
- 루이 2세 (1810)

### 베스트팔렌의 왕
- 제롬 보나파르트(재위 1807 - 1813)

### 나폴리의 왕
- 주세페 1세(재위 1806 - 1808)
- 조아키노 1세(재위 1808 - 1815) - 나폴레옹의 매제

### 이탈리아의 왕
- 나폴레옹 보나파르트(나폴레옹 1세, 재위 1805 - 1814)

### 에스파냐의 왕
- 호세 1세(재위 1808 - 1813)

## 보나파르트 왕가 수장
- 나폴레옹 1세(1804 - 1814)
- 나폴레옹 2세(1815-1832)
- 조제프 보나파르트(1832 - 1844)
- 루이 보나파르트(1844 - 1846)
- 나폴레옹 3세(1846 - 1870)
- 나폴레옹 4세(프랑스 황태자 나폴레옹, 1870 - 1879)
- 나폴레옹 5세(빅토르 보나파르트, 1879 - 1926)
- 나폴레옹 루이(1926 - 1997)
- 장 크리스토프 나폴레옹(1997 - 현재)

## 같이 보기
- 나폴레옹 보나파르트
- 나폴레옹 전쟁
- 프랑스의 군주
- 나폴리의 군주
- 스페인의 군주